# Fuori
Fuori es una próxima película italiana dramática biográfica coescrita y dirigida por Mario Martone, basada en la novela de 1983 L'università di Rebibbia, de Goliarda Sapienza. La película se estrenará mundialmente en la competencia principal del Festival Internacional de Cine de Cannes de 2025, donde fue nominada a la Palma de Oro.

## Argumento
En 1980, la escritora Goliarda Sapienza es detenida por robo y conoce en prisión a dos jóvenes reclusas. Tras su puesta en libertad, las tres mujeres forman un profundo vínculo.

## Reparto
- Valeria Golino como Goliarda Sapienza
- Matilda De Angelis como Roberta
- Elodie como Barbara
- Corrado Fortuna como Angelo Pellegrino
- Stefano Dionisi como Valerio
- Antonio Gerardi como Albert
- Francesco Gheghi como Giancarlo

## Producción
En marzo de 2024 el director Mario Martone anunció que su próxima película trataría sobre Goliarda Sapienza. La fotografía principal comenzó en Roma en junio de 2024. También se rodó en Fregene y Maccarese.

## Estreno
Los primeros fotogramas promocionales se publicaron el 3 de diciembre de 2024, mientras que el clip promocional se publicó el 10 de abril de 2025. La película será distribuida por 01 Distribution en Italia, mientras que Goodfellas posee los derechos de venta internacionales de la película. Se proyectará en la competencia en el Festival Internacional de Cine de Cannes de 2025.